# Melanchlänen

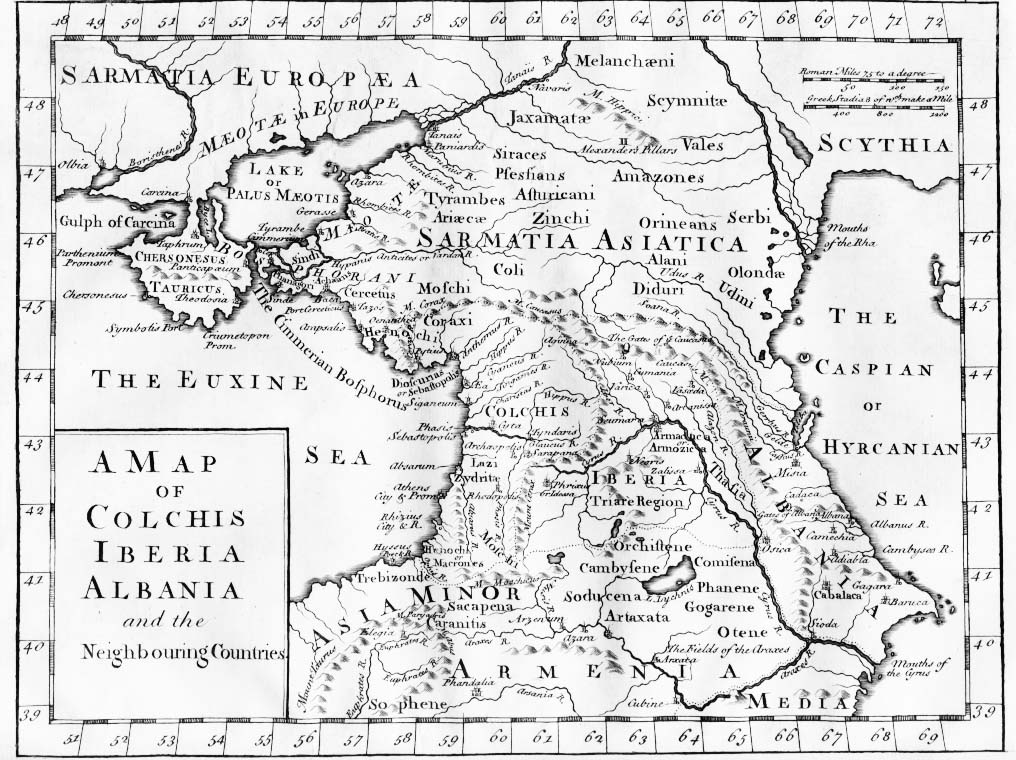
Das Siedlungsgebiet der Melanchlänen befindet sich im äußersten Norden des hier kartierten Gebietes. Anonymer Kupferstich aus London um 1770.

 Die Melanchlänen (von altgr. Μελαγχλαῖναι, Schwarzmäntel) siedelten nach Herodot (4, 20) nördlich der Königs-Skythen und der Sauromaten und westlich der Budiner am östlichen Ufer des Borysthenes, also vermutlich in der Waldsteppe. Nördlich ihres Siedlungsgebietes sei das Land sumpfig und menschenleer. Sie waren nach ihren schwarzen Mänteln benannt. Sie hatten skythische Sitten angenommen (Herodot IV, 107), verweigerten den Skythen aber auf ihrem Feldzug gegen die Perser die Unterstützung.
Auch Hekataios von Milet und Ptolemäus erwähnen dieses Volk. Ptolemäus siedelt die Melanchlänen in der Nachbarschaft pferdefüßiger Fabelwesen, den Hippopoden, an.
B. Grakow setzt sie mit den Saudaraten gleich, die in einer Inschrift des 3. Jh. aus Olbia erwähnt werden. Auch die Bewohner von Olbia trugen, Dio Chrysostomos zufolge, schwarze Mäntel, wie bestimmte Nachbarvölker.
Die eisenzeitliche Sula-Don-Kultur, besonders die Donez-Gruppe der Waldsteppe wird manchmal mit den Melanchlänen verbunden. Grakow interpretiert die etwa 26 ha große Siedlung  Gorodistsche als eine Hauptstadt der Melanchlänen. Sie weist eine befestigte Hauptburg und zwei Suburbien auf.